# Alexandra Moen
Alexandra "Alex" Moen (1978) es una actriz italo-británica, más conocida por haber interpretado a Emily James en la serie Hotel Babylon, a Tamsin en la serie Tripping Over y a Lucy Saxon en la serie Doctor Who.

## Biografía
Es hija de un oceanógrafo y de una maestra, y tiene dos hermanos menores.
Se entrenó en el London Academy of Music and Dramatic Art.

## Carrera
En el 2005 interpretó a la princesa Anne del Reino Unido en la película Whatever Love Means.
En el 2006 se unió al elenco principal de la serie Tripping Over donde interpretó a Tamsin hasta el final de la serie ese mismo año.
En el 2007 apareció por primera vez en la popular serie de ciencia ficción Doctor Who donde interpretó a Lucy Saxon, la esposa de Harold Saxon, más conocido como el Amo en los episodios El sonido de los tambores y El último de los Señores del Tiempo; Moen interpretó nuevamente el papel de Lucy en el episodio El fin del tiempo en 2009.
En el 2008 se unió al elenco principal de la serie Hotel Babylon donde interpretó a Emily James, la gerente de  relaciones públicas del hotel hasta el final de la serie en el 2009.
En el 2010 apareció como invitada en las series médicas Casualty como Alison Firth y en Doctors donde dio vida a Laura Thomas.
En el 2011 se unió al elenco recurrente de la serie Strike Back: Project Dawn donde interpretó a Kerry Stonebridge, la esposa del sargento Michael Stonebridge (Philip Winchester). En el 2012 volvió a interpretar a Kerry ahora en Strike Back: Vengeance en dos episodios luego de que su personaje fuera asesinado por el mercenario Craig Hanson de un disparo en la espalda para vengarse de Michael.

## Filmografía

### Series de televisión
| Año             | Serie                     | Personaje          | Notas                      |
| --------------- | ------------------------- | ------------------ | -------------------------- |
| 2015 - presente | Dickensian                | Frances Barbary    | 19 episodios               |
| 2015 - presente | Fortitude                 | Petra              | 11 episodios               |
| 2013            | Death Comes to Pemberley  | Jane Bingley       | episodio # 1.2 - miniserie |
| 2012            | Luther                    | Eve                | episodio # 3.2             |
| 2012            | Strike Back: Vengeance    | Kerry Stonebridge  | 2 episodios                |
| 2011            | Strike Back: Project Dawn | Kerry Stonebridge  | 4 episodios                |
| 2010            | Casualty                  | Alison Firth       | episodio "Truth Will Out"  |
| 2010            | Doctors                   | Laura Thomas       | episodio "Five Seconds"    |
| 2007, 2009      | Doctor Who                | Lucy Saxon         | 3 episodios                |
| 2008 - 2009     | Hotel Babylon             | Emily Rushby-James | 16 episodios               |
| 2008            | Waking the Dead           | Cathy Reading      | 2 episodios                |
| 2006            | Tripping Over             | Tamsin             | 6 episodios                |
| 2005            | Midsomer Murders          | Emma Kirby         | episodio "Second Sight"    |
| 2004            | Foyle's War               | Mary Wrenn         | episodio "Enemy Fire"      |

### Películas
| Año  | Título              | Personaje        | Notas                                                                                        |
| ---- | ------------------- | ---------------- | -------------------------------------------------------------------------------------------- |
| 2014 | Not Alone           | Chloe            | junto a Lucy Benjamin, Bill Ward, Kika Mirylees y Brandon Francis                            |
| 2012 | Bert & Dickie       | Rosalind Burnell | junto a Matt Smith, Sam Hoare, James Frain, Douglas Hodge, Anastasia Hille y Geoffrey Palmer |
| 2011 | Die                 | -                | corto - junto a Daniel Gosling                                                               |
| 2005 | Whatever Love Means | Princesa Anne    | junto a Laurence Fox, Andrea Riseborough y Freya Berry                                       |
| 2005 | .357                | Mel              | corto - junto a Barbara Keogh, Matthew Marsh, Marcus Rogers y Tom Sawyer                     |
| 2005 | Falling             | Daphne           | junto a Michael Kitchen, Penelope Wilton, Philip McGinley y Eleanor Tomlinson                |

### Teatro
| Año  | Obra                   | Personaje     | Director (a)  | Teatro                      | Notas                                                                         |
| ---- | ---------------------- | ------------- | ------------- | --------------------------- | ----------------------------------------------------------------------------- |
| 2012 | The Lady from the Sea  | Hilde         | Stephen Unwin | Rose Theatre                | junto a Joely Richardson, Malcolm Storry, Madeleine Worrall y Richard Dillane |
| 2005 | Shoreditch Madonna     | Christina     | Sean Mathias  | Soho Theatre                | junto a Francesca Annis y Leigh Lawson                                        |
| 2005 | Look Back in Anger     | Helen         | Richard Baron | Royal Lyceum Theatre        | junto a David Tennant y Kelly Reilly                                          |
| 2005 | Phaedra's Love         | Strophe       | Anne Tipton   | Old Vic Theatre             | junto a Laurence Penry-Jones y Diana Kent                                     |
| 2003 | The Seagull            | Nina          | -             | Chichester Festival Theatre | -                                                                             |
| 2003 | The Merchant of Venice | Jessica       | -             | Chichester Festival Theatre | junto a Ed Stoppard                                                           |
| 2003 | The Hinge of the World | Marie Celeste | Edward Hall   | Yvonne Arnaud Theatre       | junto a David Troughton, Ken Bones, David Acton, David Beames y Eric Carte    |
| 2002 | Macbeth                | Hermana       | -             | Milton Keynes Theatre       | -                                                                             |